# ГІЕКСА Арена
«ГІЕКСА Арена» (пол. «GIEKSA Arena») — футбольний стадіон у місті Белхатів, Польща, домашня арена ФК «ГКС Белхатув».
Споруду відкрито 1977 року як Муніципальний стадіон. У 2001 році розпочалася генеральна реконструкція, у ході якої було побудовано нові трибуни, три з яких накриті дахом. Замість дерев'яних лав встановлено окремі пластикові крісла. 2003 року встановлено нову систему освітлення, а у 2006 році — систему підігріву поля. У 2009 році було здійснено реконструкцію четвертої трибуни, у результаті чого над нею споруджено дах.
У 2014 році «ГКС Белхатув» оголосив конкурс на нову назву стадіону, який виграла назва «ГІЕКСА Арена».